# Daniel Sorano
Daniel Sorano (Toulouse, Francia; 14 de diciembre de 1920-Ámsterdam, Países Bajos; 17 de mayo de 1962) fue un actor teatral, cinematográfico y televisivo de nacionalidad francesa.
Formó parte de la gran generación del Teatro Nacional Popular en el Festival de Aviñón, actuando junto a intérpretes como Gérard Philipe, Jean-Pierre Darras, Georges Wilson, Jean Topart, Philippe Noiret, Michel Galabru, Bernard Blier o María Casares. Luchino Visconti le dirigió con Romy Schneider y Alain Delon en Dommage qu’elle soit une putain.

## Biografía

### Inicios
Su nombre completo era Daniel Edouard Marie Sorano, y nació en Toulouse, Francia, siendo sus padres Gabriel Sorano, secretario judicial del Tribunal de Apelación de Dakar, y Marie Michas, descendiente de Marianne Blanchot, hija del gobernador de Senegal François Blanchot.
Diplomado en el Conservatorio de Toulouse, tanto en teatro como en canto, Daniel Sorano conoció allí a su esposa, Suzanne Deilhes. Tras abandonar el canto, ingresó en el elenco de lla compañía teatral Grenier de Toulouse en 1945. Allí, Maurice Sarrazin lo dirigió en Le Carthaginois, obra que ganó el Concurso de Jóvenes Compañías. En esa época tuvo la oportunidad de actuar junto a Simone Turck, Pierre Mirat, André Thorent, Maurice Germain o Jean Bousquet. Las críticas de la época destacaron su actuación con un personaje mudo, Biondello, en La fierecilla domada, de Shakespeare. 

### Jean Vilar
En 1952 ingresó en el Teatro Nacional Popular, trabajando junto a Jean Vilar, que le pidió hacer el papel de La Flèche en El avaro. La noche antes del estreno, Jean Vilar se encontró con Sorano en el camerino y le dijo al oído « esta noche he aprendido cómo se interpreta a Molière ».
En 1952 también fue Sorostrata en La Nouvelle Mandragore (de Jean Vauthier). En 1953 encarnó a Sganarelle en Don Juan, Giomo en Lorenzaccio, Monsieur Robert en El médico a palos, al primer oficial en El príncipe de Hombourg y al ciudadano Ergo en La mort de Danton. En 1954 interpretó al Duque de York en Ricardo II, a Aumônier de Madre Coraje y sus hijos, a don César de Bazan en Ruy Blas, y en Macbeth fue el portero.
En 1955 Jean Vilar le pidió que dirigiera El atolondrado o los contratiempos, pieza en la cual encarnó a Mascarille, siendo ese mismo año Joshua Farnaby en Marie Tudor y Arlequin en Le Triomphe de l'amour. También actuó como Figaro en Las bodas de Fígaro en 1956, fue Ivan Triletski en Platonov, y Argan en El enfermo imaginario, pieza también dirigida por él. Gracias a esas actuaciones, Daniel Sorano fue considerado como un actor molieresco, muy apreciado por sus papeles de Scapin, Sganarelle o Mascarille. 

### «Sorano de Bergerac»
Recibió el apodo de « Sorano de Bergerac » cuando interpretó el papel de Cyrano de Bergerac en un telefilm dirigido por Claude Barma para la RTF en 1960. Françoise Christophe fue Roxane, Michel Le Royer Christian de Neuvillette, Jean Topart Le Bret, Michel Galabru Ragueneau, Philippe Noiret Lignière, y Jean Deschamps el Conde de Guiche. Su actuación fue relevante, y es considerada como referencia entre las interpretaciones del héroe de Edmond Rostand. Daniel Sorano llevaba una nariz postiza creada por Jean Saintout.
Desde 1945 a 1962, Daniel Sorano actuó en 44 piezas teatrales diferentes, con papeles clave en las mismas. Hizo más de 1100 representaciones con el Teatro Nacional Popular y el festival de Aviñón, con 16 papeles distintos, actuando tanto en grandes clásicos como en obras contemporáneas. En esos años hizo también 16 grabaciones en disco, más 90 emisiones radiofónicas. 
En apariencia infatigable, Daniel Sorano falleció en 1962 en Ámsterdam, Holanda, mientras alternaba un rodaje y dos piezas teatrales, actuando en París y Ámsterdam. Su muerte sobrevino cuando rodaba la última escena del Le Scorpion, de Serge Hanin, en el cual encarnaba a Peter Carl, y que rodaba tras haber firmado para actuar en El gatopardo, de Luchino Visconti. Fue enterrado en Pernes-les-Fontaines, vestido de Cyrano de Bergerac, según su última voluntad. Su mujer, Suzanne Deilhes Sorano, con la que tuvo tres hijos, conservó el sombrero y la prótesis nasal de la película.

## Teatro
- 1952 : El avaro, de Molière, escenografía de Jean Vilar, Teatro Nacional Popular, Théâtre de Chaillot y Festival de Aviñón
- 1953 : Don Juan, de Molière, escenografía de Jean Vilar, Teatro Nacional Popular  y Festival de Aviñón
- 1953 : Ricardo II, de William Shakespeare, escenografía de Jean Vilar, Teatro Nacional Popular y Festival de Aviñón
- 1953 : El médico a palos, de Molière, escenografía de Jean-Pierre Darras, Teatro Nacional Popular y Festival de Aviñón
- 1954 : Ruy Blas, de Victor Hugo, escenografía de  Jean Vilar, Teatro Nacional Popular y Théâtre de Chaillot
- 1954 : El príncipe de Homburgy de Heinrich von Kleist, escenografía de Jean Vilar, Teatro Nacional Popular y Festival de Aviñón
- 1954 : Macbeth, de William Shakespeare, escenografía de Jean Vilar, Teatro Nacional Popular y Festival de Aviñón
- 1955 : El atolondrado o los contratiempos, de Molière, escenografía de Daniel Sorano, Théâtre Montansier
- 1955 : Marie Tudor, de Victor Hugo, escenografía de  Jean Vilar, Teatro Nacional Popular y Festival de Aviñón
- 1956 : Las bodas de Fígaro, de Pierre-Augustin Caron de Beaumarchais, escenografía de  Jean Vilar, Teatro Nacional Popular y Festival de Aviñón
- 1956 : El príncipe de Homburg, de Heinrich von Kleist, escenografía de Jean Vilar, Teatro Nacional Popular y Festival de Aviñón
- 1956 : Macbeth, de William Shakespeare, escenografía de Jean Vilar, Teatro Nacional Popular y Festival de Aviñón
- 1956 : Platonov, de Antón Chéjov, escenografía de  Jean Vilar, Festival de Burdeos, Teatro Nacional Popular
- 1957 : El enfermo imaginario, de Molière, escenografía de Daniel Sorano, Teatro Nacional Popular y Théâtre de Chaillot
- 1957 : Las bodas de Fígaro, de Pierre-Augustin Caron de Beaumarchais, escenografía de Jean Vilar, Teatro Nacional Popular y Festival de Aviñón
- 1959 : Le Carthaginois, a partir de Plauto, escenografía de  Daniel Sorano, Théâtre du Vieux-Colombier
- 1960 : Rosa la Rose, de Ange Bastiani, escenografía de Michel de Ré, Théâtre des Capucines
- 1960 : Hamlet, de William Shakespeare, escenografía de Claude Barma, Grand Théâtre de la Cité Carcassonne
- 1960 : Don Juan, de Molière, escenografía de Jean Deschamps, Grand Théâtre de la Cité Carcassonne
- 1960 : Las bodas de Fígaro, de Pierre-Augustin Caron de Beaumarchais, escenografía de Jean Deschamps, Festival de Fréjus
- 1961 : Lástima que sea una puta, de John Ford, escenografía de Luchino Visconti, Théâtre de Paris
- 1961 : El mercader de Venecia, de William Shakespeare, escenografía de Marguerite Jamois, Teatro del Odéon
- 1962 : Orestíada, de Esquilo, escenografía de Jean-Louis Barrault, Teatro del Odéon

## Filmografía

### Cine
- 1949 : Vendetta en Camargue, de Jean Devaivre
- 1951 : Trois Vieilles Filles en folie, de Émile Couzinet
- 1951 : Ce coquin d'Anatole, de Émile Couzinet
- 1951 : Buridan, héros de la Tour de Nesle, de Émile Couzinet
- 1952 : Quand te tues-tu ?, de Émile Couzinet
- 1953 : Alerte au Sud, de Jean Devaivre
- 1954 : Après vous Duchesse, de Robert de Nesle
- 1955 : Les Grandes Manœuvres, de René Clair
- 1956 : Les Truands, de Carlo Rim
- 1958 : La Fille de Hambourg, de Yves Allégret
- 1958 : Le vent se lève, de Yves Ciampi
- 1959 : Recourse in Grace, de László Benedek
- 1959 : Marche ou crève, de Georges Lautner
- 1960 : Arrêtez les tambours, de Georges Lautner
- 1960 : Les Magiciennes, de Serge Friedman
- 1960 : On vous parle, de Jean Cayrol y Claude Durand
- 1961 : Les Trois Mousquetaires, de Bernard Borderie
- 1962 : Le Scorpion,  de Serge Hanin

### Teatro televisado
- 1959 : Macbeth, de Claude Barma
- 1959 : Hamlet, de Claude Barma
- 1960 : Cyrano de Bergerac, de Claude Barma
- 1962 : Othello, de Claude Barma

### Telefilmes
- 1954 : La Nuit d'Austerlitz, de Stellio Lorenzi
- 1954 : Volpone, de Stellio Lorenzi
- 1956 : La Belle Hélène, de Stellio Lorenzi
- 1957 : L'Ingénue de Madrid, de François Chatel, con Michel Piccoli
- 1959 : Les Trois Mousquetaires, de Claude Barma
- 1959 : L'Ancre de miséricorde, de François Gir
- 1959 : Constantin roi des jardiniers, de Guy Lessertisseur
- 1960 : Arden de Faversham, de Marcel Bluwal